# 相良藩
相良藩（さがらはん）は、遠江国榛原郡相良（現在の静岡県牧之原市相良）周辺に存在した藩。遠州相良藩と称されることもある。藩庁は相良陣屋（一時、相良城）。

## 藩史
宝永7年（1710年）、本多忠晴が三河国伊保藩より1万5000石で入部したことから立藩した。延享3年（1746年）、第3代藩主・本多忠如のときに陸奥国泉藩へ移封となったため、入れ替わりで板倉勝清が1万5000石で入る。寛延元年（1748年）11月、勝清は2万石に加増されて城主格となる。しかしその翌年、勝清は上野国安中藩へ移された。代わって三河挙母藩より本多忠央が1万石で入る。ところが宝暦8年（1758年）、美濃国郡上藩の金森氏が騒動や苛酷な統治を理由に改易となると、その縁戚関係にあった忠央も連座として改易された。
代わって第9代将軍・徳川家重のもとで頭角を現わし始めていた田沼意次が1万石で入った。意次は第10代将軍・徳川家治のもとで宝暦12年（1762年）2月15日に5000石、明和4年（1767年）7月1日には側用人に栄進して5000石を加増されて2万石の大名となり、さらに城主格に任じられて相良城の築城を許された。相良城は安永7年（1778年）に完成した。ちなみに田沼は安永元年（1772年）1月に老中に出世し、「田沼時代」を現出し、権勢並ぶ者なしの栄華を極め、所領は最終的に5万7000石にまで加増された。順次加増されたため、5万7000石の内訳は遠江国相良だけでなく駿河国、下総国、相模国、三河国、和泉国、河内国の7か国14郡に跨った分散知行となった。
藩政において、築城とともに城下町の改造を行なって手腕を見せた。意次は郡上一揆の調査と裁定を行った経歴から、年貢増徴政策だけでは家を滅ぼすことを知っていたので、家訓で年貢増徴を戒めており、領内の年貢が軽いことから百姓が喜んだ逸話が残されている。江戸定府であった意次は国元の町方と村方の統治を明確化し、城代･国家老などの藩政担当家臣を国元に配置した。殖産興業政策にも取り組み、農業では養蚕や櫨の栽培を奨励、製塩業の助成、相良港の整備、瓦焼きにも助成金を出して火事対策を進め、食糧の備蓄制度も整備した。また、東海道藤枝宿から相良に至る分岐路を整備し、これは後に田沼街道（相良街道）と呼ばれることとなった。
しかし天明6年（1786年）、家治が死去すると松平定信の粛清にあって意次は失脚して強制的に隠居させられ、意次の孫・田沼意明が家督を継いだが、陸奥下村藩に1万石で移封された。定信はさらに、和泉国岸和田藩主の岡部長備をして相良城を破却せしめ、相良藩は廃藩となる。
その後、文政6年（1823年）7月8日、徳川家斉の尽力もあって意次の四男・田沼意正は旧領相良に1万石で復帰を許された。第3代藩主・田沼意尊の代である明治元年（1868年）、上総国小久保藩へ移されたため、再度廃藩となった。

## 歴代藩主

### 本多家
1万5000石 譜代
1. 本多忠晴（ただはる） 従五位下 弾正少弼
2. 本多忠通（ただみち） 従五位下 弾正少弼
3. 本多忠如（ただゆき） 従五位下 越中守

### 板倉家
譜代 1万5000石→2万石
1. 板倉勝清（かつきよ） 従四位下 佐渡守 侍従

### 本多家
1万石 譜代
1. 本多忠央（ただなか） 従五位下 長門守

### 田沼家
1万石→1万5000石→2万石→2万5000石→3万石→4万7000石→5万7000石→3万7000石→1万石 譜代
1. 田沼意次（おきつぐ） 従四位下 主殿頭 侍従
2. 田沼意明（おきあき） 従五位下 下野守

譜代 1万石
1. 田沼意正（おきまさ） 従四位下 玄蕃頭
2. 田沼意留（おきとめ） 従五位下 備前守
3. 田沼意尊（おきたか） 従五位下 玄蕃頭

## 幕末の領地
- 遠江国
  - 榛原郡のうち - 28村

海老江村庄屋方 (139石9斗5升1合2勺4才8撮)・堀之内村 (100石0斗9升1合0勺0才3撮)・堀切村 (83石6斗4升7合0勺0才3撮)・大磯村 (136石1斗6升5合6勺9才5撮)・法京村 (26石4斗5升1合0勺0才0撮)・坂井村 (65石9斗1升8合9勺9才9撮)・平田村 (487石7斗9升2合9勺9才9撮)・相良町 (47石7斗6升69勺9才8撮)・福岡町 (26石9斗5升7合0勺0才1撮)・波津村 (318石4斗5升4合0勺1才0撮)・須々木村 (423石4斗4升4合0勺0才0撮)・鬼女新田 (68石0斗5升4合0勺0才1撮)・落居村 (183石2斗6升3合0勺0才0撮)・新庄村 (464石1斗9升7合9勺9才8撮)・笠名村 (274石7斗1升4合9勺9才6撮)・徳村 (195石6斗3升2合0勺0才4撮)・園村 (295石4斗4升1合0勺1才0撮)・東中村 (166石5斗5升7勺0勺0才7撮)・西中村 (145石9斗6升2合9勺9才7撮)・菅ヶ谷村 (781石2斗9升1合0勺1才6撮)・西山寺村 (69石0斗6升7合0勺0才1撮)・松本村 (230石7斗7升4合9勺9才4撮)・女神村 (155石9斗2升3合9勺9才6撮)・大寄村 (513石5斗7升3合9勺7才5撮)・和田村 (90石8斗6升7合9勺9才6撮)・蛭ヶ谷村 (132石5斗8升0合0勺0才2撮)・黒子村 (117石6斗9升0合0勺0才2撮)・男神村 (173石4斗6升8合9勺9才4撮)		
- - 城東郡のうち - 12村

上朝比奈村横船谷 (495石6斗7升4合9勺8才8撮)・上朝比奈村小泉谷 (382石9斗3升6合0勺0才5撮)・上朝比奈村山ヶ谷 (492石6斗0升6合9勺9才5撮)・新野村 (1998石6斗1升5合3勺5才6撮)・上比木村上ノ谷 (217石3斗7升1合0勺0才2撮)・上比木村杉ノ谷 (31石0斗6升6合9勺0才0撮)・比木村川崎谷 (700石0斗0升0合0勺0才0撮)・比木村藪下谷 (347石4斗4升4合0勺0才0撮)・南比木村梶ヶ谷 (189石6斗6升0合0勺0才4撮)・南比木村勝佐谷 (123石4斗5升6合0勺0才1撮)・下比木村中田谷 (136石1斗6升4合9勺9才3撮)・下比木村宮木谷 (217石9斗4升9合9勺9才7撮)